# Tahiti nádiposzáta
A tahiti nádiposzáta (Acrocephalus caffer) a verébalakúak (Passeriformes) rendjébe, ezen belül a nádiposzátafélék (Acrocephalidae) családjába és az Acrocephalus nembe tartozó faj. 17-20 centiméter hosszú. A Polinéziához tartozó Tahitin él. Rovarokkal, csigákkal, kis halakkal és gyíkokkal táplálkozik. Évente kétszer költ, augusztustól decemberig és februártól júniusig. Veszélyeztetett, mivel kis területen él kevesebb, mint 1000 egyed.

## Fordítás
- Ez a szócikk részben vagy egészben  a   Tahiti reed warbler című angol Wikipédia-szócikk fordításán alapul.  Az eredeti cikk szerkesztőit annak laptörténete sorolja fel. Ez a jelzés csupán a megfogalmazás eredetét és a szerzői jogokat jelzi, nem szolgál a cikkben szereplő információk forrásmegjelöléseként.